# Zielony Gaj (Mikołajki)
Pour les articles homonymes, voir Zielony Gaj.
Zielony Gaj est un village de Pologne, situé dans le gmina de Mikołajki, dans le powiat de Mrągowo, dans la voïvodie de Varmie-Mazurie.

## Source
- (en) Cet article est partiellement ou en totalité issu de l’article de Wikipédia en anglais intitulé « Zielony Gaj, Mrągowo County » (voir la liste des auteurs).